# Список чемпіонів WWE
Титул чемпіона WWE вважається найбільшим досягненням для реслера, що працює в однойменній компанії. Саме чемпіонство було засноване 29 квітня 1963 року. За всю довгу історію титулу ним володіли 47 реслерів. Першим чемпіоном став Бадді Роджерс. Найдовше пояс тримав Бруно Саммартіно — 2803 дня. Найчастіше титул здобував Рік Флер — 16 разів.
Нижче поданий список усіх реслерів, які коли-небудь володіли титулом.

## Назви титулу
| Назва                                | Роки                                                                                      |
| ------------------------------------ | ----------------------------------------------------------------------------------------- |
| Чемпіон світу WWWF у важкій вазі     | 25 квітня 1963 — 8 лютого 1971                                                            |
| Чемпіон WWWF у важкій вазі           | 8 лютого 1971 — 1 березня 1979                                                            |
| Чемпіон WWF у важкій вазі            | 1 березня 1979 — 26 грудня 1983                                                           |
| Чемпіон світу WWF у важкій вазі      | 26 грудня 1983 — 30 березня 1998                                                          |
| Чемпіон WWF                          | 30 березня 1998 — 9 грудня 2001                                                           |
| Беззаперечний чемпіон WWF            | 9 грудня 2001 — 6 травня 2002                                                             |
| Беззаперечний чемпіон WWE            | 6 травня 2002 — 2 вересня 2002; 14 серпня 2011 — 18 вересня 2011; 8 квітня 2024 — дотепер |
| Чемпіон WWE                          | 2 вересня 2002 — 15 грудня 2013; 27 червня 2016 — 25 липня 2016; 12 грудня 2016 — дотепер |
| Чемпіон світу WWE у важкій вазі      | 15 грудня 2013 — 27 червня 2016                                                           |
| Чемпіон світу WWE                    | 26 липня 2016 — 12 грудня 2016                                                            |
| Беззаперечний Всесвітній чемпіон WWE | 3 квітня 2022 — 7 квітня 2024                                                             |

## Чемпіони
| † | помічені чемпіони, що не визнані WWE |

| №                                           | Реслер                                 | Фото                                   | Статистика                             | Статистика                             | Статистика                             | Зміна власника титулу                  | Зміна власника титулу                  | Зміна власника титулу                  | Примітка | Посилання                              |
| №                                           | Реслер                                 | Фото                                   | Днів                                   | Днів (визнано)                         | Кількість чемпіонств                   | Зміна власника титулу                  | Зміна власника титулу                  | Зміна власника титулу                  | Примітка | Посилання                              |
| №                                           | Реслер                                 | Фото                                   | Днів                                   | Днів (визнано)                         | Кількість чемпіонств                   | Дата                                   | Місце                                  | Шоу                                    | Примітка | Посилання                              |
| World Wide Wrestling Federation (WWWF)      | World Wide Wrestling Federation (WWWF) | World Wide Wrestling Federation (WWWF) | World Wide Wrestling Federation (WWWF) | World Wide Wrestling Federation (WWWF) | World Wide Wrestling Federation (WWWF) | World Wide Wrestling Federation (WWWF) | World Wide Wrestling Federation (WWWF) | World Wide Wrestling Federation (WWWF) | World Wide Wrestling Federation (WWWF) | World Wide Wrestling Federation (WWWF) |
| ------------------------------------------- | -------------------------------------- | -------------------------------------- | -------------------------------------- | -------------------------------------- | -------------------------------------- | -------------------------------------- | -------------------------------------- | -------------------------------------- | --- | -------------------------------------- |
| 1                                           | Бадді Роджерс                          | —                                      | 36                                     | 22                                     | 1                                      | 11 квітня 1963 року                    | Вашингтон, США                         | Heavyweight Wrestling                  | Виграв вигаданий турнір у Ріо-де-Жанейро після виходу WWWF з Національного Альянсу Реслінгу (NWA), в якому Роджерс був 7-м чемпіоном світу у важкій вазі після перемоги над Петом О'Коннором 30 червня 1961 року. Після того, як 24 січня 1963 року Роджерс через утримання програв Лу Тесу титул, промоутери Північного Сходу (на чолі з Вінсом МакМеном-старшим і Тутсом Мондтом) не визнали цю зміну титулу і вийшли зі складу NWA, щоб утворити WWWF. WWWF оголосила Роджерса своїм чемпіоном світу з 25 січня 1963 року, але не визнавалв його першим в історії чемпіоном світу WWWF у важкій вазі до 11 квітня 1963 року, коли він отримав титульний пояс. Тим не менш, WWE декларує старт чемпіонства Роджерса і заснування титулу 25 квітня 1963 року. | [ 5 ] [ 6 ] [ 7 ] [ 8 ] [ 9 ]          |
| 2                                           | Бруно Саммартіно                       |                                        | 2803                                   | 2803                                   | 1                                      | 17 травня 1963 року                    | Нью-Йорк, США                          | Домашнє шоу                            | Володів титулом понад сім років, що є рекордом для професійного реслінгу | [ 10 ]                                 |
| 3                                           | Іван Колофф                            |                                        | 21                                     | 21                                     | 1                                      | 18 січня 1971 року                     | Нью-Йорк, США                          | Домашнє шоу                            | Поєдинок один на один. | [ 11 ]                                 |
| 4                                           | Педро Моралес                          |                                        | 1027                                   | 1027                                   | 1                                      | 8 лютого 1971 року                     | Нью-Йорк, США                          | Домашнє шоу                            | Титул був перейменований на «чемпіон WWF у важкій вазі», після того як WWWF з'єдналося з NWA. | [ 12 ]                                 |
| NWA: World Wide Wrestling Federation (WWWF) |                                        |                                        |                                        |                                        |                                        |                                        |                                        |                                        | |                                        |
| 5                                           | Стен Стазіак                           |                                        | 9                                      | 9                                      | 1                                      | 1 грудня 1973 року                     | Філадельфія, Пенсільванія, США         | Домашнє шоу                            | Поєдинок один на один. | [ 13 ]                                 |
| 6                                           | Бруно Саммартіно                       |                                        | 1237                                   | 1237                                   | 2                                      | 10 грудня 1973 року                    | Нью-Йорк, США                          | Домашнє шоу                            | Поєдинок один на один. | [ 14 ]                                 |
| 7                                           | «Суперзірка» Біллі Грем                |                                        | 296                                    | 296                                    | 1                                      | 30 квітня 1977 року                    | Балтімор, Меріленд, США                | Домашнє шоу                            | Поєдинок один на один. | [ 15 ]                                 |
| 8                                           | Боб Бекланд                            |                                        | 648                                    | 2135                                   | 1                                      | 20 лютого 1978 року                    | Нью-Йорк, США                          | WWF on MSG Network                     | Титул було перейменовано на «чемпіон WWF у важкій вазі», коли WWWF змінила назву на WWF у березні 1979 року. | [ 16 ]                                 |
| NWA: World Wrestling Federation (WWF)       |                                        |                                        |                                        |                                        |                                        |                                        |                                        |                                        | |                                        |
| †                                           | Антоніо Інокі                          |                                        | 6                                      | —                                      | —                                      | 30 листопада 1979 року                 | Токушіма, Японія                       | Toukon Series                          | Офіційно цей чемпіон не був визнаний WWE. Президент WWF Хісаші Шинма відмінив перемогу Бекланда через втручання Тигра Джита Сінгха, і заявив, що Іноки залишається чемпіоном. Після цього Інокі здав титул. | [ 17 ]                                 |
| —                                           | Титул став вакантним                   | —                                      | —                                      | —                                      | —                                      | 6 грудня 1979 року                     | Токіо, Японія                          | —                                      | Інокі негайно вакантував титул після того, як матч-реванш з Бекландом закінчився безрезультатно через втручання. | [ 17 ]                                 |
| †                                           | Боб Бекланд                            |                                        | 1470                                   | —                                      | 1                                      | 6 грудня 1979 року                     | Токіо, Японія                          | WWF on MSG Network                     | Переміг Боббі Данкама в «Техаському смертельному матчі» і виграв вакантний титул. 19 жовтня 1981 року, після суперечливого поєдинку з Грегом Валентайном у Медісон-сквер-гарден, титул став вакантний за рішенням Атлетичної Комісії штату Нью-Йорк. Бекланд переміг Валентайна в матчі-реванші в MSG 23 листопада 1981 року, щоб покласти край вакантності титулу. WWE визнає весь цей період як одне безперервне чемпіонство. | [ 17 ]                                 |
| 9                                           | Залізний Шейх                          |                                        | 28                                     | 28                                     | 1                                      | 26 грудня 1983 року                    | Нью-Йорк, США                          | WWF on MSG Network                     | Залізний Шейх переміг після підкорення, коли менеджер Бекланда Арнольд Скааланд викинув рушник в той момент, коли Шейх виконав Бобу свій больовий прийом «Кігті верблюда», аби уникнути серйозної травми Бекланда. | [ 18 ]                                 |
| World Wrestling Federation (WWF)            |                                        |                                        |                                        |                                        |                                        |                                        |                                        |                                        | |                                        |
| 10                                          | Халк Хоган                             |                                        | 1474                                   | 1474                                   | 1                                      | 23 січня 1984 року                     | Нью-Йорк, США                          | WWF on MSG Network                     | День офіційного початку «Халкоманії». | [ 19 ]                                 |
| 11                                          | Андре Гігант                           |                                        | <1                                     | <1                                     | 1                                      | 5 лютого 1988 року                     | Індіанаполіс, Індіана, США             | The Main Event I                       | Андре переміг Хогана після того, як суддя, підкуплений Тедом Дібіасі, зробив три відліки, хоча Хоган підняв плече після другого. | [ 20 ]                                 |
| †                                           | Тед Дібісі                             |                                        | 8                                      | —                                      | 1                                      | 5 лютого 1988 року                     | Індіанаполіс, Індіана, США             | The Main Event I                       | Одразу ж після перемоги Андре віддав пояс Теду Дібіасі, але це було заборонено, тож дане чемпіонство не визнається. | [ 20 ]                                 |
| —                                           | Титул став вакантним                   | —                                      | —                                      | —                                      | —                                      | 5 лютого 1988 року                     | Герші, Пенсільванія, США               | WWF Superstars of Wrestling            | Одразу ж після перемоги Андре віддав пояс Теду Дібіасі, але це було заборонено, тому титул став вакантним. | [ 20 ]                                 |
| 12                                          | Ренді Севідж                           |                                        | 371                                    | 371                                    | 1                                      | 27 березня 1988 року                   | Атлантік-Сіті, Нью-Джерсі, США         | Реслманія IV                           | Поєдинок один на один проти Теда Дібіасі у фіналі турніру за вакантний титул. | [ 21 ]                                 |
| 13                                          | Халк Хоган                             |                                        | 364                                    | 364                                    | 2                                      | 2 квітня 1989 року                     | Атлантік-Сіті, Нью-Джерсі, США         | Реслманія V                            | Поєдинок один на один. | [ 22 ]                                 |
| 14                                          | Останній Воїн                          |                                        | 293                                    | 293                                    | 1                                      | 1 квітня 1990 року                     | Торонто, Онтаріо, Канада               | Реслманія VI                           | В матчі також розігрувався титул Інтерконтинентального чемпіона WWF, яким володів Останній Воїн. | [ 23 ]                                 |
| 15                                          | Сержант Слотер                         |                                        | 64                                     | 64                                     | 1                                      | 19 січня 1991 року                     | Маямі, Флорида, США                    | Royal Rumble                           | Поєдинок один на один. | [ 24 ]                                 |
| 16                                          | Халк Хоган                             |                                        | 248                                    | 248                                    | 3                                      | 24 березня 1991 року                   | Лос-Анджелес, Каліфорнія, США          | Реслманія VII                          | Поєдинок один на один. | [ 25 ]                                 |
| 17                                          | Андертейкер                            |                                        | 6                                      | 6                                      | 1                                      | 27 листопада 1991 року                 | Детройт, Мічиган, США                  | Survivor Series                        | Поєдинок один на один. | [ 26 ]                                 |
| 18                                          | Халк Хоган                             |                                        | 1                                      | 4                                      | 4                                      | 3 грудня 1991 року                     | Сан-Антоніо, Техас, США                | This Tuesday in Texas                  | Поєдинок один на один. | [ 27 ]                                 |
| —                                           | Титул став вакантним                   | —                                      | —                                      | —                                      | —                                      | 4 грудня 1991 року                     | Нью-Гейвен, Коннектикут, США           | WWF Superstars of Wrestling            | Хоган був позбавлений титулу президентом WWF Джеком Танні, через порушення правил під час останніх двох поєдинків. Танні, заявив 7 грудня на шоу Superstars, що титул дістанеться переможцю Королівської битви. | [ 27 ]                                 |
| 19                                          | Рік Флер                               |                                        | 77                                     | 77                                     | 1                                      | 19 січня 1992 року                     | Олбані, Нью-Йорк, США                  | Royal Rumble                           | Переміг у Короліській битві за вакантний титул. | [ 28 ]                                 |
| 20                                          | Ренді Севідж                           |                                        | 149                                    | 149                                    | 2                                      | 5 квітня 1992 року                     | Індіанаполіс, Індіана, США             | Реслманія VIII                         | Поєдинок один на один. | [ 29 ]                                 |
| 21                                          | Рік Флер                               |                                        | 41                                     | 41                                     | 2                                      | 1 вересня 1992 року                    | Герші, Пенсільванія, США               | Prime Time Wrestling                   | Поєдинок один на один. | [ 30 ]                                 |
| 22                                          | Брет Гарт                              |                                        | 174                                    | 174                                    | 1                                      | 12 жовтня 1992 року                    | Саскатун, Саскачеван, Канада           | Живий виступ                           | Поєдинок один на один. | [ 31 ]                                 |
| 23                                          | Йокодзуна                              |                                        | <1                                     | <1                                     | 1                                      | 4 квітня 1993 року                     | Лас-Вегас, Невада, США                 | Реслманія IX                           | Поєдинок один на один. | [ 32 ]                                 |
| 24                                          | Халк Хоган                             |                                        | 70                                     | 70                                     | 5                                      | 4 квітня 1993 року                     | Лас-Вегас, Невада, США                 | Реслманія IX                           | Поєдинок один на один. Після перемоги Йокодзуни над Бретом Гартом, менеджер Містер Фудзі кинув виклик Хогану. Халк виграв даний матч і титул. | [ 33 ]                                 |
| 25                                          | Йокодзуна                              |                                        | 280                                    | 280                                    | 2                                      | 13 червня 1993 року                    | Дейтон, Огайо, США                     | King of the Ring                       | Поєдинок один на один. | [ 34 ]                                 |
| 26                                          | Брет Гарт                              |                                        | 248                                    | 248                                    | 2                                      | 20 березня 1994 року                   | Нью-Йорк, США                          | Реслманія Х                            | Родді Пайпер був спеціальним рефері. | [ 35 ]                                 |
| 27                                          | Боб Бекланд                            |                                        | 3                                      | 3                                      | 2                                      | 23 листопада 1994 року                 | Сан-Антоніо, Техас, США                | Survivor Series                        | Поєдинок «Визнати свою поразку» (англ. «Throw in the Towel»), де перемогти можна було тільки завдяки больовому. Хелен Харт викинула рушник тоді, коли Боб виконав свій фірмовий больовий. | [ 36 ]                                 |
| 28                                          | Дизель                                 |                                        | 358                                    |                                        |                                        | 26 листопада 1994 року                 | Нью-Йорк, США                          | Живий виступ                           | Найшвидший титульний поєдинок в історії WWE, який тривав 8 секунд. | [ 37 ]                                 |
| 29                                          | Брет Гарт                              |                                        | 133                                    | 133                                    | 3                                      | 19 листопада 1995 року                 | Ландовер, Меріленд, США                | Survivor Series                        | Матч без дискваліфікацій. | [ 38 ]                                 |
| 30                                          | Шон Майклз                             |                                        | 231                                    | 231                                    | 1                                      | 31 березня 1996 року                   | Анахайм, Каліфорнія, США               | Реслманія XII                          | 60-хвилинний матч за правилами «Залізна людина». Матч закінчився з рахунком 0-0 в основний час. Майклз отримав перемогу в додатковий час. | [ 39 ]                                 |
| 31                                          | Психопат Сід                           |                                        | 63                                     | 63                                     | 1                                      | 17 листопада 1996 року                 | Нью-Йорк, США                          | Survivor Series                        | Поєдинок один на один. | [ 40 ]                                 |
| 32                                          | Шон Майклз                             |                                        | 25                                     | 25                                     | 2                                      | 19 січня 1997 року                     | Сан-Антоніо, Техас, США                | Royal Rumble                           | Поєдинок один на один. | [ 41 ]                                 |
| —                                           | Титул став вакантним                   | —                                      | —                                      | —                                      | —                                      | 13 лютого 1997 року                    | Лоуелл, Массачусетс, США               | Raw                                    | Шон зробив титул вакантним через травму коліна. | [ 41 ]                                 |
| 33                                          | Брет Гарт                              |                                        | 1                                      | 1                                      | 4                                      | 16 лютого 1997 року                    | Чаттануга, Теннессі, США               | In Your House 13: Final Four           | Чотирьохсторонній поєдинок на вибування, в якому брали участь Стів Остін, Вейдер і Андертейкер. Реслер був вибитим, якщо перелетить через верхній канат і доторкнеться підлоги двома ногами. | [ 42 ]                                 |
| 34                                          | Психопат Сід                           |                                        | 34                                     | 34                                     | 2                                      | 17 лютого 1997 року                    | Нешвілл, Теннессі, США                 | Raw                                    | Поєдинок один на один. | [ 43 ]                                 |
| 35                                          | Андертейкер                            |                                        | 133                                    | 133                                    | 2                                      | 23 березня 1997 року                   | Роузмонт, Іллінойс, США                | Реслманія 13                           | Матч без дискваліфікацій. | [ 44 ]                                 |
| 36                                          | Брет Гарт                              |                                        | 98                                     |                                        | 5                                      | 3 серпня 1997 року                     | Східний Рутерфорд, Нью-Джерсі, США     | SummerSlam                             | Шон Майклз був запрошеним рефері. | [ 45 ]                                 |
| 37                                          | Шон Майклз                             |                                        | 140                                    |                                        | 3                                      | 9 листопада 1997 року                  | Монреаль, Квебек, Канада               | Survivor Series                        | Майклз виграв в результаті Монреальського облому. | [ 46 ]                                 |
| 38                                          | Стів Остін                             |                                        | 91                                     |                                        | 1                                      | 29 березня 1998 року                   | Бостон, Массачусетс, США               | Реслманія XIV                          | Поєдинок один на один. Майк Тайсон був наглядачем за межами рингу. | [ 47 ]                                 |
| 39                                          | Кейн                                   |                                        | 1                                      |                                        | 1                                      | 28 червня 1998 року                    | Піттсбург, Пенсільванія, США           | King of the Ring                       | Поєдинок «до першої крові». | [ 48 ]                                 |
| 40                                          | Стів Остін                             |                                        | 90                                     |                                        | 2                                      | 29 червня 1998 року                    | Клівленд, Огайо, США                   | Raw is War                             | Поєдинок один на один. | [ 49 ]                                 |
| —                                           | Титул став вакантним                   | —                                      | —                                      | —                                      | —                                      | 28 вересня 1998 року                   | Детройт, Мічиган, США                  | Breakdown: In Your House               | Титул став вакантним після трьохстороннього поєдинку, в якому Кейн та Андертейкер одночасно утримали Остіна. | [ 49 ]                                 |
| 41                                          | Скеля                                  |                                        | 44                                     |                                        | 1                                      | 15 листопада 1998 року                 | Сент-Луїс, Міссурі, США                | Survivor Series                        | Поєдинок один на один проти Менкайнда в фіналі турніру за вакантний титул. | [ 50 ]                                 |
| 42                                          | Менкайнд                               |                                        | 20                                     |                                        | 1                                      | 4 січня 1999 року                      | Вустер, Массачусетс, США               | Raw is War                             | Поєдинок без дискваліфікацій. | [ 51 ]                                 |
| 43                                          | Скеля                                  |                                        | 2                                      |                                        | 2                                      | 24 січня 1999 року                     | Анахайм, Каліфорнія, США               | Royal Rumble                           | Поєдинок «Я здаюся». | [ 52 ]                                 |
| 44                                          | Менкайнд                               |                                        | 20                                     |                                        | 2                                      | 26 січня 1999 року                     | Тусон, Аризона, США                    | Halftime Heat                          | Поєдинок на пустій арені. Матч був показаний 31 січня 1999 року в перерві між таймами на Super Bowl XXXIII. | [ 53 ]                                 |
| 45                                          | Скеля                                  |                                        | 41                                     |                                        | 3                                      | 15 лютого 1999 року                    | Бірмінгем, Алабама, США                | Raw is War                             | Поєдинок з драбинами. | [ 54 ]                                 |
| 46                                          | Стів Остін                             |                                        | 56                                     |                                        | 3                                      | 28 березня 1999 року                   | Філадельфія, Пенсільванія, США         | Реслманія XV                           | Поєдинок ез дискваліфікацій, в якому запрошеним суддею був Менкайнд. | [ 55 ]                                 |
| 47                                          | Андертейкер                            |                                        | 36                                     |                                        | 3                                      | 23 травня 1999 року                    | Канзас-Сіті, Міссурі, США              | Over the Edge                          | Вінс і Шейн МекМен були запрошеними суддями. | [ 56 ]                                 |
| 48                                          | Стів Остін                             |                                        | 55                                     |                                        | 4                                      | 28 червня 1999 року                    | Шарлотт, Північна Кароліна, США        | Raw is War                             | Поєдинок один на один. | [ 57 ]                                 |
| 49                                          | Менкайнд                               |                                        | 1                                      |                                        | 3                                      | 22 серпня 1999 року                    | Міннеаполіс, Міннесота, США            | SummerSlam                             | Трьохсторонній поєдинок проти Стіва Остіна і Тріпл Ейча із запрошеним суддею Джессі Вентурою. | [ 58 ]                                 |
| 50                                          | Тріпл Ейч                              |                                        | 22                                     |                                        | 1                                      | 23 серпня 1999 року                    | Амес, Айова, США                       | Raw is War                             | Шейн Макмен був запрошеним суддею. | [ 59 ]                                 |
| 51                                          | Вінс Макмен                            |                                        | 6                                      |                                        | 1                                      | 14 вересня 1999 року                   | Лас-Вегас, Невада, США                 | SmackDown!                             | Шейн Макмен був запрошеним рефері. Матч був показаний 16 вересня. | [ 60 ]                                 |
| —                                           | Титул став вакантним                   | —                                      | —                                      | —                                      | —                                      | 20 вересня 1999 року                   | Х'юстон, Техас, США                    | Raw is War                             | Макмен зробив титул вакантним. | [ 60 ]                                 |
| 52                                          | Тріпл Ейч                              |                                        | 49                                     |                                        | 2                                      | 26 вересня 1999 року                   | Шарлотт, Північна Кароліна, США        | Unforgiven                             | Шестисторонній поєдинок, в якому брали участь Скеля, Менкайнд, Кейн, Біг Шоу і Британський Бульдог. Стів Остін був спеціальним наглядачем за межами рингу. | [ 61 ]                                 |
| 53                                          | Біг Шоу                                |                                        | 50                                     |                                        | 1                                      | 14 листопада 1999 року                 | Детройт, Мічиган, США                  | Survivor Series                        | Трьохсторонній матч проти Тріпл Ейча та Скелі. | [ 62 ]                                 |
| 54                                          | Тріпл Ейч                              |                                        | 118                                    |                                        | 3                                      | 3 січня 2000 року                      | Маямі, Флорида, США                    | Raw is War                             | Поєдинок один на один. | [ 63 ]                                 |
| 55                                          | Скеля                                  |                                        | 21                                     |                                        | 4                                      | 30 квітня 2000 року                    | Вашингтон, США                         | Backlash                               | Поєдинок один на один. Шейн Макмен був запрошеним суддею. | [ 64 ]                                 |
| 56                                          | Тріпл Ейч                              |                                        | 35                                     |                                        | 4                                      | 21 травня 2000 року                    | Луїсвілл, Кентукі, США                 | Judgment Day                           | 60-хвилинний матч за правилами «Залізна людина», в якому Тріпл Ейч переміг з рахунком 6-5. Шон Майклз був запрошеним суддею. | [ 65 ]                                 |
| 57                                          | Скеля                                  |                                        | 119                                    |                                        | 5                                      | 25 червня 2000 року                    | Бостон, Массачусетс, США               | King of the Ring                       | Командний поєдинок шести реслерів. Скеля, Андертейкер і Кейн проти Тріпл Ейча, Вінса Макмена і Шейна Макмена. Хто перший утримував Тріпл Ейча чи когось з Макменів, той ставав новим чемпіоном. | [ 66 ]                                 |
| 58                                          | Курт Енгл                              |                                        | 126                                    |                                        | 1                                      | 22 жовтня 2000 року                    | Олбані, Нью-Йорк, США                  | No Mercy                               | Поєдинок без дискваліфікацій. | [ 67 ]                                 |
| 59                                          | Скеля                                  |                                        | 35                                     |                                        | 6                                      | 25 лютого 2001 року                    | Лас-Вегас, Невада, США                 | No Way Out                             | Поєдинок один на один. | [ 68 ]                                 |
| 60                                          | Стів Остін                             |                                        | 175                                    |                                        | 5                                      | 1 квітня 2001 року                     | Х'юстон, Техас, США                    | Реслманія Х-Сім                        | Поєдинок без дискваліфікацій. | [ 69 ]                                 |
| 61                                          | Курт Енгл                              |                                        | 15                                     |                                        | 2                                      | 23 вересня 2001 року                   | Піттсбург, Пенсільванія, США           | Unforgiven                             | Поєдинок один на один. | [ 70 ]                                 |
| 62                                          | Стів Остін                             |                                        | 62                                     |                                        | 6                                      | 8 жовтня 2001 року                     | Індіанаполіс, Індіана, США             | Raw                                    | Поєдинок один на один. | [ 71 ]                                 |
| 63                                          | Кріс Джеріко                           |                                        | 98                                     |                                        | 1                                      | 9 грудня 2001 року                     | Сан-Дієго, Каліфорнія, США             | Vengeance                              | Джеріко став Беззаперечним чемпіоном WWF (першим в історії WWE), об'єднавши титули чемпіона WWF і чемпіона WCW у важкій вазі. | [ 72 ]                                 |
| 64                                          | Тріпл Ейч                              |                                        | 35                                     |                                        | 5                                      | 17 березня 2002 року                   | Торонто, Онтаріо, Канада               | Реслманія Х-8                          | Тріпл Ейч став останнім чемпіоном перед діленням на бренди. | [ 73 ]                                 |
| 65                                          | Халк Хоган                             |                                        | 28                                     |                                        | 6                                      | 21 квітня 2002 року                    | Канзас-Сіті, Міссурі, США              | Backlash                               | Титул був перейменований на «Беззаперечний чемпіон WWE» після того, як 6 травня World Wrestling Federation програла суд World Wide Fund for Nature і була перейменована в World Wrestling Entertainment. | [ 74 ]                                 |
| World Wrestling Entertainment (WWE)         |                                        |                                        |                                        |                                        |                                        |                                        |                                        |                                        | |                                        |
| 66                                          | Андертейкер                            |                                        | 63                                     |                                        | 4                                      | 19 травня 2002 року                    | Нешвілл, Теннессі, США                 | Judgment Day                           | Поєдинок один на один. | [ 75 ]                                 |
| 67                                          | Скеля                                  |                                        | 35                                     |                                        | 7                                      | 21 липня 2002 року                     | Детройт, Мічиган, США                  | Vengeance                              | Трьохсторонній поєдинок за участі Курта Енгла. | [ 76 ]                                 |
| 68                                          | Брок Леснар                            |                                        | 84                                     |                                        | 1                                      | 25 серпня 2002 року                    | Юніондейл, Нью-Йорк, США               | SummerSlam                             | Титул був перейменований на чемпіон WWE Після того, як титул став ексклюзивним для SmackDown! 2 вересня 2002 року, слово "Беззаперечний" прибрали із назви титулу, що призвело до створення титулу чемпіона світу у важкій вазі брендом Raw. Леснар також наймолодший чемпіон WWE в історії. | [ 77 ]                                 |
| WWE: SmackDown                              |                                        |                                        |                                        |                                        |                                        |                                        |                                        |                                        | |                                        |
| 69                                          | Біг Шоу                                |                                        | 28                                     |                                        | 2                                      | 17 листопада 2002 року                 | Нью-Йорк, США                          | Survivor Series                        | Поєдинок один на один. | [ 78 ]                                 |
| 70                                          | Курт Енгл                              |                                        | 105                                    |                                        | 3                                      | 15 грудня 2002 року                    | Санрайз, Флорида, США                  | Armageddon                             | Поєдинок один на один. | [ 79 ]                                 |
| 71                                          | Брок Леснар                            |                                        | 119                                    |                                        | 2                                      | 30 березня 2003 року                   | Сієтл, Вашингтон, США                  | Реслманія XIX                          | Поєдинок один на один. | [ 80 ]                                 |
| 72                                          | Курт Енгл                              |                                        | 51                                     |                                        | 4                                      | 27 липня 2003 року                     | Денвер, Колорадо, США                  | Vengeance                              | Трьохсторонній поєдинок проти Брока Леснара і Біг Шоу. | [ 81 ]                                 |
| 73                                          | Брок Леснар                            |                                        | 152                                    |                                        | 3                                      | 16 вересня 2003 року                   | Ролі, Північна Кароліна, США           | SmackDown!                             | 60-хвилинний матч за правилами «Залізна людина». | [ 82 ]                                 |
| 74                                          | Едді Герреро                           |                                        | 133                                    |                                        | 1                                      | 15 лютого 2004 року                    | Сан-Франциско, Каліфорнія, США         | No Way Out                             | Поєдинок один на один. | [ 83 ]                                 |
| 75                                          | Джон «Бредшоу» Лейфілд                 |                                        | 280                                    |                                        | 1                                      | 27 червня 2004 року                    | Норфолк, Вірджинія, США                | The Great American Bash                | Матч за правилами «Texas Bullrope». | [ 84 ]                                 |
| 76                                          | Джон Сіна                              |                                        | 280                                    |                                        | 1                                      | 3 квітня 2005 року                     | Лос-Анджелес, Каліфорнія, США          | Реслманія 21                           | 6 червня 2005 року титул став ексклюзивним для Raw. | [ 85 ]                                 |
| WWE: Raw                                    |                                        |                                        |                                        |                                        |                                        |                                        |                                        |                                        | |                                        |
| 77                                          | Едж                                    |                                        | 21                                     |                                        | 1                                      | 8 січня 2006 року                      | Олбані, Нью-Йорк, США                  | New Year's Revolution                  | Едж використав свій контракт «Money in the Bank», після того, як Джон Сіна захистив титул у «Клітці знищення». | [ 86 ] [ 87 ]                          |
| 78                                          | Джон Сіна                              |                                        | 133                                    |                                        | 2                                      | 29 січня 2006 року                     | Маямі, Флорида, США                    | Королівська битва (2006)               | Поєдинок один на один. | [ 88 ]                                 |
| 79                                          | Роб Ван Дам                            |                                        | 22                                     |                                        | 1                                      | 11 червня 2006 року                    | Нью-Йорк, США                          | ECW One Night Stand                    | Роб використав свій контракт «Money in the Bank». Це був матч «Екстримальні правила». Після цього матчу титул став властністю бренда ECW. Крім цього, Ван Дам володів титулом чемпіона світу ECW. | [ 89 ] [ 90 ]                          |
| WWE: ECW                                    |                                        |                                        |                                        |                                        |                                        |                                        |                                        |                                        | |                                        |
| 80                                          | Едж                                    |                                        | 76                                     |                                        | 2                                      | 3 липня 2006 року                      | Філадельфія, Пенсільванія, США         | Raw                                    | Трьохсторонній поєдинок за участі Джона Сіни. Титул став ексклюзивним для бренду Raw. | [ 91 ]                                 |
| WWE: Raw                                    |                                        |                                        |                                        |                                        |                                        |                                        |                                        |                                        | |                                        |
| 81                                          | Джон Сіна                              |                                        | 380                                    |                                        | 3                                      | 17 вересня 2006 року                   | Торонто, Онтаріо, Канада               | Unforgiven                             | Поєдинок з драбинами, столами і стільцями. Якщо Сіна програє матч, то покидає бренд Raw. | [ 92 ]                                 |
| —                                           | Титул став вакантним                   | —                                      | —                                      | —                                      | —                                      | 2 жовтня 2007 року                     | Дейтон, Огайо, США                     | ECW                                    | Титул став вакантним, після того, як Сіна пошкодив великий грудний м'яз на арені Raw. | [ 93 ]                                 |
| 82                                          | Ренді Ортон                            |                                        | <1                                     |                                        | 1                                      | 7 жовтня 2007 року                     | Роузмонт, Іллінойс, США                | No Mercy                               | Вінс Макмен нагородив титулом Ренді Ортона. | [ 94 ]                                 |
| 83                                          | Тріпл Ейч                              |                                        | <1                                     |                                        | 6                                      | 7 жовтня 2007 року                     | Роузмонт, Іллінойс, США                | No Mercy                               | Поєдинок один на один. | [ 95 ]                                 |
| 84                                          | Ренді Ортон                            |                                        | 203                                    |                                        | 2                                      | 7 жовтня 2007 року                     | Роузмонт, Іллінойс, США                | No Mercy                               | Матч за правилами «До останнього на ногах». | [ 96 ]                                 |
| 85                                          | Тріпл Ейч                              |                                        | 210                                    |                                        | 7                                      | 27 квітня 2008 року                    | Балтімор, Меріленд, США                | Backlash                               | Чотирьохсторонній поєдинок проти Джона Сіни, Джона «Бредшоу» Лейфілда і Ренді Ортона. 23 червня 2008 року титул став ексклюзивним для Smackdown!. | [ 97 ] [ 98 ]                          |
| WWE: SmackDown                              |                                        |                                        |                                        |                                        |                                        |                                        |                                        |                                        | |                                        |
| 86                                          | Едж                                    |                                        | 21                                     |                                        | 3                                      | 23 листопада 2008 року                 | Бостон, Массачусетс, США               | Survivor Series                        | Трьохстронній поєдинок, в якому брав участь також Владімір Козлов. Початково планувалась участь Джеффа Харді, але по сюжету він був знайденим непритомним у готелі. | [ 99 ] [ 100 ]                         |
| 87                                          | Джефф Харді                            |                                        | 42                                     |                                        | 1                                      | 14 грудня 2008 року                    | Буффало, Нью-Йорк, США                 | Armageddon                             | Трьохсторонній поєдинок проти Еджа та Тріпл Ейча. | [ 101 ]                                |
| 88                                          | Едж                                    |                                        | 21                                     |                                        | 4                                      | 25 січня 2009 року                     | Детройт, Мічиган, США                  | Королівська битва (2009)               | Поєдинок без дискваліфікацій. | [ 102 ]                                |
| 89                                          | Тріпл Ейч                              |                                        | 70                                     |                                        | 8                                      | 15 лютого 2009 року                    | Сієтл, Вашингтон, США                  | No Way Out                             | Поєдинок в «Клітці знищення» проти Еджа, Андертейкера, Біг Шоу, Джеффа Харді і Владіміра Козлова. 13 квітня 2009 року титул став ексклюзивним для Raw. | [ 103 ] [ 104 ]                        |
| WWE: Raw                                    |                                        |                                        |                                        |                                        |                                        |                                        |                                        |                                        | |                                        |
| 90                                          | Ренді Ортон                            |                                        | 42                                     |                                        | 3                                      | 26 квітня 2009 року                    | Провіденс, Род-Айленд, США             | Backlash                               | Командний поєдинок три на три: Коді Роудс, Тед ДіБіасі і Ренді Ортон проти Тріпл Ейча, Шейна Макмена і Батисти. Якщо перемагає команда Ортона, то він стає новим чемпіоном. | [ 105 ]                                |
| 91                                          | Батиста                                |                                        | 2                                      |                                        | 1                                      | 7 червня 2009 року                     | Нью-Орлеан, Луїзіана, США              | Extreme Rules                          | Поєдинок в «Сталевій клітці». | [ 106 ]                                |
| —                                           | Титул став вакантним                   | —                                      | —                                      | —                                      | —                                      | 9 червня 2009 року                     |                                        | На WWE.com                             | Батиста травмував лівий біцепс на руці. | [ 107 ]                                |
| 92                                          | Ренді Ортон                            |                                        | 90                                     |                                        | 4                                      | 15 червня 2009 року                    | Шарлотт, Північна Кароліна, США        | Raw                                    | Чотирьохсторонній матч між Сіною, Батистою, Тріпл Ейчем та Ортоном. | [ 108 ]                                |
| 93                                          | Джон Сіна                              |                                        | 21                                     |                                        | 4                                      | 13 вересня 2009 року                   | Монреаль, Квебек, Канада               | Breaking Point                         | Матч за правилами «Я здаюсь». Якщо хто-небудь допоможе Ортону, він втратить титул. | [ 109 ]                                |
| 94                                          | Ренді Ортон                            |                                        | 21                                     |                                        | 5                                      | 4 жовтня 2009 року                     | Ньюарк, Нью-Джерсі, США                | Hell in a Cell                         | Поєдинок в «Пекельній клітці». | [ 110 ]                                |
| 95                                          | Джон Сіна                              |                                        | 49                                     |                                        | 5                                      | 25 листопада 2009 року                 | Пітсбург, Пенсільванія, США            | Bragging Rights                        | 60-хвилинний матч за правилами «Залізна людина», в якому Сіна переміг 6-5. Якщо Сіна програє, то покидає Raw. | [ 111 ]                                |
| 96                                          | Шеймус                                 |                                        | 70                                     |                                        | 1                                      | 13 грудня 2009 року                    | Сан-Антоніо, Техас, США                | TLC: Tables, Ladders & Chairs          | Поєдинок зі столами. | [ 112 ]                                |
| 97                                          | Джон Сіна                              |                                        | <1                                     |                                        | 6                                      | 21 лютого 2010 року                    | Сент-Луїс, Міссурі, США                | Elimination Chamber                    | Матч у «Клітці знищення» проти Теда ДіБіасі, Ренді Ортона, Шеймуса, Тріпл Ейча і Кофі Кінгстона. | [ 113 ]                                |
| 98                                          | Батиста                                |                                        | 35                                     |                                        | 2                                      | 21 лютого 2010 року                    | Сент-Луїс, Міссурі, США                | Elimination Chamber                    | Після перемоги Сіни вийшов Вінс Макмен і заявив, що той повинен прямо зараз захищати свій титул проти Батисти. Після перемоги Батиста перейшов до бренду Raw разом із титулом. | [ 114 ]                                |
| 99                                          | Джон Сіна                              |                                        | 84                                     |                                        | 7                                      | 28 березня 2010 року                   | Глендейл, Аризона, США                 | Реслманія XXVI                         | Поєдинок один на один. | [ 115 ]                                |
| 100                                         | Шеймус                                 |                                        | 91                                     |                                        | 2                                      | 20 червня 2010 року                    | Юніондейл, Нью-Йорк, США               | Fatal 4-Way                            | Чотирьохсторонній поєдинок проти Джона Сіни, Ренді Ортона і Еджа. | [ 116 ]                                |
| 101                                         | Ренді Ортон                            |                                        | 64                                     |                                        | 6                                      | 19 вересня 2010 року                   | Чикаго, Іллінойс, США                  | Night of Champions                     | Шестисторонній матч на вибування проти Шеймуса, Джона Сіни, Ренді Ортона, Еджа, Кріса Джеріко і Вейда Барретта. | [ 117 ]                                |
| 102                                         | Міз                                    |                                        | 160                                    |                                        | 1                                      | 22 листопада 2010 року                 | Орландо, Флорида, США                  | Raw                                    | Міз використав свій контракт «Money in the Bank», після того, як Ортон захистив титул у матчі против Вейда Барретта. | [ 118 ]                                |
| 103                                         | Джон Сіна                              |                                        | 77                                     |                                        | 8                                      | 1 травня 2011 року                     | Тампа, Флорида, США                    | Extreme Rules                          | Трьохстронній поєдинок в «Сталевій клітці», за участю Джона Моріссона. | [ 118 ]                                |
| 104                                         | СМ Панк                                |                                        | 28                                     | 28                                     | 1                                      | 17 липня 2011 року                     | Чикаго, Іллінойс, США                  | Money in the Bank                      | Поєдинок один на один. За сценарієм СМ Панк покинув WWE, але повернувся на Raw 25 липня 2011 року, коли чемпіоном WWE став Сіна. Це єдиний випадок, коли одночасно було двоє чемпіонів. | [ 119 ]                                |
| —                                           | Титул став вакантним                   | —                                      | —                                      | —                                      | —                                      | 18 липня 2011 року                     | Грин-Бей, Вісконсін, США               | Raw                                    | СМ Панк сюжетно залишив компанію. Пізніше чемпіонство було визнане легітимно триваючим (вакантність відмінено). |                                        |
| 105                                         | Рей Містеріо (і СМ Панк)               |                                        | <1                                     | <1                                     | 1                                      | 25 липня 2011 року                     | Гемптон, Вірджинія, США                | Raw                                    | Поєдинок один на один проти Міза у фіналі турніру за титул нового чемпіона. СМ Панк також був чемпіоном WWE у цей час. | [ 118 ]                                |
| 106                                         | Джон Сіна (і СМ Панк)                  |                                        | 20                                     | 20                                     | 9                                      | 25 липня 2011 року                     | Гемптон, Вірджинія, США                | Raw                                    | Поєдинок один на один проти Рея Містеріо. СМ Панк також був чемпіоном WWE у цей час. | [ 120 ]                                |
| —                                           | СМ Панк                                |                                        | —                                      | —                                      | 1                                      | 14 серпня 2011 року                    | Лос-Анджелес, Каліфорнія, США          | SummerSlam                             | Переміг Сіну у матчі один на один за титул беззаперечного чемпіона. Це вважається продовженням його першого чемпіонського терміну. Тріпл Ейч був запрошеним суддею. | [ 121 ]                                |
| 107                                         | Альберто Дель Ріо                      |                                        | 35                                     | 35                                     | 1                                      | 14 серпня 2011 року                    | Лос-Анджелес, Каліфорнія, США          | SummerSlam                             | Використав свій контракт «Money in the Bank» проти СМ Панка.29 серпня 2011 року перше розділення брендів було анульовано. Чемпіон WWE тепер міг з'являтись і на Raw, і на SmackDown | [ 122 ]                                |
| WWE (небрендоване чемпіонство)              |                                        |                                        |                                        |                                        |                                        |                                        |                                        |                                        | |                                        |
| 108                                         | Джон Сіна                              |                                        | 14                                     | 14                                     | 10                                     | 18 вересня 2011 року                   | Буффало, Нью-Йорк, США                 | Night of Champions                     | Поєдинок один на один. | [ 123 ]                                |
| 109                                         | Альберто Дель Ріо                      |                                        | 49                                     | 49                                     | 2                                      | 2 жовтня 2011 року                     | Новий Орлеан, Луїзіана, США            | Hell in a Cell                         | Поєдинок в «Пекельній клітці» проти Сіни і СМ Панка. | [ 124 ]                                |
| 110                                         | СМ Панк                                |                                        | 434                                    | 434                                    | 2                                      | 20 листопада 2011 року                 | Нью-Йорк, Нью-Йорк, США                | Survivor Series                        | Найдовше володіння титулом за останні 25 років. | [ 125 ]                                |
| 111                                         | Рок (Скеля)                            |                                        | 70                                     | 70                                     | 8                                      | 27 січня 2013 року                     | Фінікс, Аризона, США                   | Royal Rumble                           | Панк утримав Скелю завдяки втручанню угрупування Щит, але Вінс Макмен розпочав матч заново. | [ 126 ]                                |
| 112                                         | Джон Сіна                              |                                        | 133                                    | 133                                    | 11                                     | 7 квітня 2013 року                     | Іст-Резерфорд, Нью-Джерсі, США         | Реслманія 29                           | Поєдинок один на один. | [ 127 ]                                |
| 113                                         | Денієл Браян                           |                                        | <1                                     | <1                                     | 1                                      | 18 серпня 2013 року                    | Лос-Анджелес, Каліфорнія, США          | SummerSlam                             | Тріпл Ейч був запрошеним суддею. | [ 128 ]                                |
| 114                                         | Ренді Ортон                            |                                        | 28                                     | 28                                     | 7                                      | 18 серпня 2013 року                    | Лос-Анджелес, Каліфорнія, США          | SummerSlam                             | Ортон використав свій контракт «Money in the Bank». Тріпл Ейч був запрошеним суддею. | [ 129 ]                                |
| 115                                         | Денієл Браян (2)                       |                                        | 1                                      | 1                                      | 2                                      | 15 вересня 2013 року                   | Детройт, Мічиган, США                  | Night of Champions                     | Поєдинок один на один. | [ 130 ]                                |
| —                                           | Титул став вакантним                   | —                                      | —                                      | —                                      | —                                      | 16 вересня 2013 року                   | Клівленд, Огайо, США                   | Raw                                    | Тріпл Ейч відібрав титул у Браяна через помилку, якої допустився суддя матчу. Матч за вакантний титул між Ортоном і Браяном на Battleground закінчився безрезультатно. | [ 131 ]                                |
| 116                                         | Ренді Ортон                            |                                        | 161                                    | 161                                    | 8                                      | 27 жовтня 2013 року                    | Маямі, Флорида, США                    | Hell in a Cell                         | Переміг Браяна у «Пекельній клітці» у матчі за вакантний титул, зі спеціальним рефері Шоном Майклзом. 15 грудня на PPV TLC Ренді Ортон переміг Джона Сіну і об'єднав титули чемпіона світу у важкій вазі і чемпіона WWE у титул чемпіона світу WWE у важкій вазі. | [ 132 ]                                |
| 117                                         | Денієл Браян                           |                                        | 64                                     | 65                                     | 3                                      | 6 квітня 2014 року                     | Новий Орлеан, Луїзіана, США            | Реслманія XXX                          | Спочатку Браян преміг Тріпл Ейча і кваліфікувався у трьохсторонній поєдинок. У головній події Браян переміг Ренді Ортона і Батисту. | [ 133 ]                                |
| —                                           | Титул став вакантним                   | —                                      | —                                      | —                                      | —                                      | 9 червня 2014 року                     | Міннеаполіс, Міннесота, США            | Raw                                    | Денієл Браян був позбавлен титулу, у зв'язку з травмою. | [ 134 ]                                |
| 118                                         | Джон Сіна                              |                                        | 49                                     | 49                                     | 12                                     | 29 квітня 2014 року                    | Бостон, Массачусетс, США               | Money in the Bank                      | Джон Сіна переміг Альберто Дель Ріо, Ренді Ортона, Кейна, Шеймуса, Сезаро, Брея Ваятта та Романа Рейнса у поєдинку з драбинами за вакантний титул. | [ 135 ]                                |
| 119                                         | Брок Леснар                            |                                        | 224                                    | 223                                    | 4                                      | 17 серпня 2014 року                    | Лос-Анджелес, Каліфорнія, США          | SummerSlam                             | Поєдинок один на один. | [ 136 ]                                |
| 120                                         | Сет Роллінс                            |                                        | 221                                    | 221                                    | 1                                      | 29 березня 2015 року                   | Санта-Клара, Каліфорнія, США           | Реслманія 31                           | Сет Роллінс використав свій контракт «Money in the Bank» під час матчу між Романом Рейнсом і Броком Леснаром, перетворивши його у трьохсторонній. | [ 137 ]                                |
| —                                           | Титул став вакантним                   | —                                      | —                                      | —                                      | —                                      | 4 листопада 2015 року                  | —                                      | —                                      | Титул став вакантим, через травму Роллінса на домашньому шоу у Дубліні, Ірландія. | [ 138 ]                                |
| 121                                         | Роман Рейнс                            |                                        | <1                                     | <1                                     | 1                                      | 22 листопада 2015 року                 | Атланта, Джорджія, США                 | Survivor Series                        | Переміг Діна Емброуса у фіналі турніру і виграв вакантий титул. | [ 139 ]                                |
| 122                                         | Шеймус                                 |                                        | 22                                     | 22                                     | 3                                      | 22 листопада 2015 року                 | Атланта, Джорджія, США                 | Survivor Series                        | Шеймус використав свій контракт «Money in the Bank». | [ 140 ]                                |
| 123                                         | Роман Рейнс                            |                                        | 41                                     | 41                                     | 2                                      | 14 грудня 2015 року                    | Філадельфія, Пенсільванія, США         | Raw                                    | Поєдинок титул проти кар'єри. | [ 141 ]                                |
| 124                                         | Тріпл Ейч                              |                                        | 70                                     | 70                                     | 1                                      | 24 січня 2016 року                     | Орландо, Флорида, США                  | Royal Rumble                           | Королівська битва з титулом на кону. | [ 142 ]                                |
| 125                                         | Роман Рейнс                            |                                        | 77                                     | 77                                     | 3                                      | 3 квітня 2016 року                     | Арлінгтон, Техас, США                  | Реслманія 32                           | Поєдинок один на один. | [ 143 ]                                |
| 126                                         | Сет Роллінс                            |                                        | <1                                     | <1                                     | 2                                      | 19 червня 2016 року                    | Лас-Вегас, Невада, США                 | Money in the Bank                      | Поєдинок один на один. | [ 144 ]                                |
| 127                                         | Дін Емброус                            |                                        | 84                                     | 84                                     | 1                                      | 19 червня 2016 року                    | Лас-Вегас, Невада, США                 | Money in the Bank                      | Емброус використав свій контракт «Money in the Bank». 28 червня 2016 року, WWE.com повідомив, що титул перейменовано на «чемпіон WWE». Після того, як 26 липня титул став ексклюзивним для SmackDown, титул перейменовано на «чемпіон світу WWE». | [ 144 ]                                |
| WWE: SmackDown                              |                                        |                                        |                                        |                                        |                                        |                                        |                                        |                                        | |                                        |
| 128                                         | Ей Джей Стайлз                         |                                        | 140                                    | 140                                    | 1                                      | 11 вересня 2016 року                   | Річмонд, Вірджинія, США                | Backlash                               | Поєдинок один на один. | [ 145 ]                                |
| 129                                         | Джон Сіна                              |                                        | 14                                     | 14                                     | 13                                     | 29 січня 2017 року                     | Сан-Антоніо, Техас                     | Королівська битва (2017)               | Поєдинок один на один. | [ 146 ]                                |
| 130                                         | Брей Ваятт                             |                                        | 49                                     | 49                                     | 1                                      | 12 лютого 2017 року                    | Фінікс, Аризона                        | Elimination Chamber                    | Переміг Джона Сіну, Ей Джей Стайлза, Міза, Діна Емброуса і Барона Корбіна в «Клітці знищення». | [ 147 ]                                |
| 131                                         | Ренді Ортон                            |                                        | 49                                     | 49                                     | 9                                      | 2 квітня 2017 року                     | Орландо, Флорида, США                  | Реслманія 33                           | Поєдинок один на один. |                                        |
| 132                                         | Джиндер Махал                          |                                        | 170                                    | 170                                    | 1                                      | 21 травня 2017 року                    | Чикаго, Іллінойс, США                  | Backlash (2017)                        | Поєдинок один на один. |                                        |
| 133                                         | Ей Джей Стайлз                         |                                        | 371                                    | 371                                    | 2                                      | 7 листопада 2017 року                  | Манчестер, Англія                      | SmackDown!                             | Поєдинок один на один. |                                        |
| 134                                         | Денієл Браян                           |                                        | 145                                    | 144                                    | 4                                      | 13 листопада 2018 року                 | Сент-Луїс, Міссурі, США                | SmackDown                              | Поєдинок один на один. |                                        |
| 135                                         | Кофі Кінгстон                          |                                        | 180                                    | 180                                    | 1                                      | 7 квітня 2019 року                     | Іст-Резерфорд, Нью-Джерсі, США         | Реслманія 35                           | Поєдинок один на один. |                                        |
| 136                                         | Брок Леснар                            |                                        | 173                                    | 184                                    | 5                                      | 7 жовтня 2019 року                     | Лос-Анджелес, Каліфорнія, США          | SmackDown's 20th Anniversary           | 1 листопада 2019 року на випуску SmackDown покинув синій бренд і приєднався до ростеру Raw разом з титулом. |                                        |
| WWE: Raw                                    |                                        |                                        |                                        |                                        |                                        |                                        |                                        |                                        | |                                        |
| 137                                         | Дрю МакІнтайр                          |                                        | 214                                    | 203                                    | 1                                      | 25 березня 2020 року                   | Орландо, Флорида, США                  | Реслманія 36, Частина Друга            | Фактична кількість чемпіонських днів більша, ніж визнано WWE, бо Реслманія 36 була записана і випущена в ефір 5 квітня. |                                        |
| 138                                         | Ренді Ортон                            |                                        | 22                                     | 22                                     | 10                                     | 25 жовтня 2020 року                    | Орландо, Флорида, США                  | Hell in a Cell                         | Поєдинок у пекельній клітці. |                                        |
| 139                                         | Дрю МакІнтайр                          |                                        | 97                                     | 97                                     | 2                                      | 16 листопада 2020 року                 | Орландо, Флорида, США                  | Raw                                    | Поєдинок без дискваліфікацій і відрахувань. |                                        |
| 140                                         | Міз                                    |                                        | 8                                      | 8                                      | 2                                      | 21 лютого 2021 року                    | Сент-Пітерсберг, Флорида, США          | Elimination Chamber                    | Реалізація контракту Money in the Bank. |                                        |
| 141                                         | Боббі Лешлі                            |                                        | 196                                    | 196                                    | 1                                      | 1 березня 2021 року                    | Сент-Пітерсберг, Флорида, США          | Raw                                    | Матч з "лісорубами". |                                        |
| 142                                         | Біг І                                  |                                        | 110                                    | 110                                    | 1                                      | 13 вересня 2021 року                   | Бостон, Массачусетс, США               | Raw                                    | Реалізація контракту Money in the Bank. Біг І був відправлений на червоний бренд після перемоги. |                                        |
| 143                                         | Брок Леснар                            |                                        | 28                                     | 27                                     | 6                                      | 1 січня 2022 року                      | Атланта, Джорджія, США                 | WWE Day 1                              | П'ятисторонній матч, в якому також бились Боббі Лешлі, Кевін Оуенс й Сет Роллінс. |                                        |
| 144                                         | Боббі Лешлі                            |                                        | 21                                     | 20                                     | 2                                      | 29 січня 2022 року                     | Сент-Луїс, Міссурі, США                | Royal Rumble                           | Поєдинок один на один. |                                        |
| 145                                         | Брок Леснар                            |                                        | 43                                     | 43                                     | 7                                      | 19 лютого 2022 року                    | Джидда, Саудівська Аравія              | Elimination Chamber                    | Матч "Elimination Chamber", в якому також бились Ей Джей Стайлз, Остін Тіорі, Ріддл й Сет Роллінс. |                                        |
| WWE: SmackDown та Raw                       |                                        |                                        |                                        |                                        |                                        |                                        |                                        |                                        | |                                        |
| 146                                         | Роман Рейнс                            |                                        | 735                                    | 735                                    | 4                                      | 3 квітня 2022 року                     | Арлінгтон, Техас, США                  | Реслманія 38, Другий День              | Поєдинок один на один. Всесвітній чемпіон WWE Рейнс бився в матчі "Титул проти титулу" з чемпіоном WWE Леснаром. Після перемоги над Броком, Роман заволодів обома поясами і отримав звання Беззаперечного Всесвітнього чемпіона WWE. У результаті драфту 2023 року титул став ексклюзивом бренду SmackDown. В 2023 році Роману вручили оновлений пояс замість двох виграних. При цьому Роман все ще вважається володарем двох титулів. Пізніше на Raw було перестворено Чемпіонство Світу у важкій вазі. |                                        |
| WWE: SmackDown                              |                                        |                                        |                                        |                                        |                                        |                                        |                                        |                                        | |                                        |
| 147                                         | Коді Роудс                             |                                        | 378                                    | 378                                    | 1                                      | 7 квітня 2024 року                     | Філадельфія, Пенсільванія, США         | Реслманія XL, Другий День              | Поєдинок за правилами Бладлайну з захистом двох титулів Романа на кону. |                                        |
| 148                                         | Джон Сіна                              |                                        | 105                                    | 105                                    | 14                                     | 20 квітня 2025 року                    | Парадайз, Невада, США                  | Реслманія 41, Другий День              | | [ 148 ]                                |
| 149                                         | Коді Роудс                             |                                        | 5+                                     | 5+                                     | 2                                      | 3 серпня 2025 року                     | Іст-Ратерфорд, Нью-Джерсі, США         | SummerSlam Ніч 2                       | |                                        |

## За кількістю днів

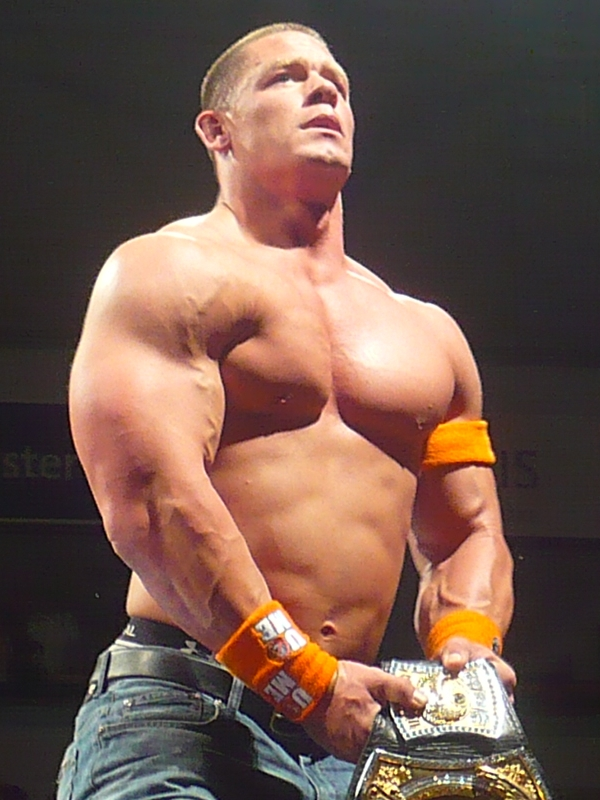
Рекордсмен за кількістю чемпіонств Джон Сіна.

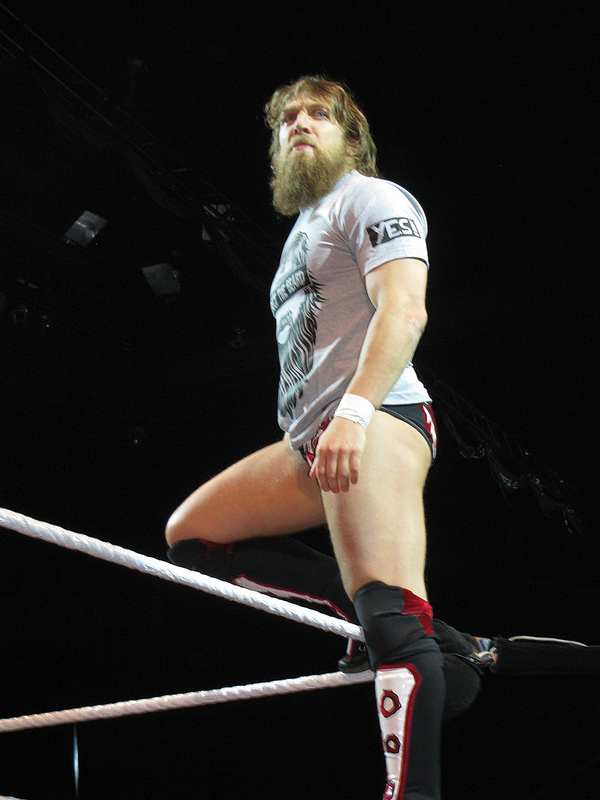
Триразовий володар титулу — Денієл Браян.

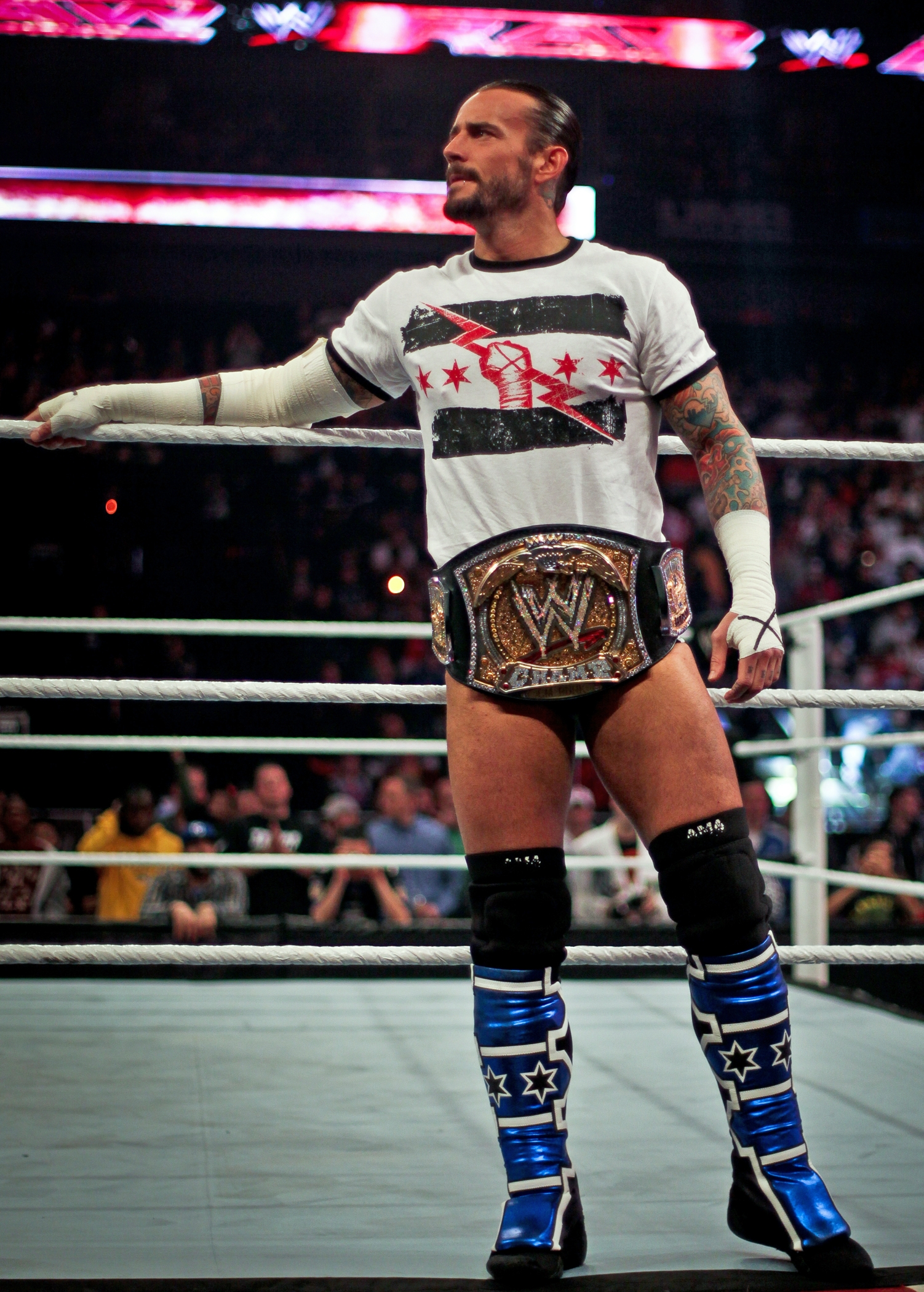
СМ Панк, який володів титулом 434 дні.

| Символ | Значення       |
| ------ | -------------- |
| (c)    | Чинний чемпіон |

| Місце | Чемпіон                 | Кількість титулів | Сумарно днів | Сумарно днів |
| Місце | Чемпіон                 | Кількість титулів | Фактично     | Визнанно WWE |
| ----- | ----------------------- | ----------------- | ------------ | ------------ |
| 1     | Бруно Саммартіно        | 2                 | 4040         | 4040         |
| 2     | Халк Хоган              | 6                 | 2185         | 2188         |
| 3     | Боб Бекланд             | 2                 | 2121         | 2138         |
| 4     | Джон Сіна               | 14                | 1359         | 1359         |
| 5     | Педро Моралес           | 1                 | 1027         | 1027         |
| 6     | Брок Леснар             | 7                 | 823          | 828          |
| 7     | Роман Рейнс             | 4                 | 854          | 852          |
| 8     | Ренді Ортон             | 10                | 680          | 680          |
| 9     | Брет Гарт               | 5                 | 654          | 654          |
| 10    | Тріпл Ейч               | 9                 | 609          | 611          |
| 11    | Стів Остін              | 6                 | 529          | 529          |
| 12    | Ренді Севідж            | 2                 | 520          | 520          |
| 13    | Ей Джей Стайлз          | 2                 | 511          | 511          |
| 14    | СМ Панк                 | 2                 | 462          | 462          |
| 15    | Шон Майклз              | 3                 | 396          | 396          |
| 16    | Скеля                   | 8                 | 367          | 378          |
| 17    | Дизель                  | 1                 | 358          | 358          |
| 18    | Дрю МакІнтайр           | 2                 | 311          | 300          |
| 19    | Курт Енгл               | 4                 | 297          | 299          |
| 20    | "Суперзірка" Біллі Грем | 1                 | 296          | 296          |
| 21    | Останній Воїн           | 1                 | 293          | 293          |
| 22    | Йокодзуна               | 2                 | 280          | 280          |
| 22    | Джон "Бредшоу" Лейфілд  | 1                 | 280          | 280          |
| 24    | Андертейкер             | 4                 | 238          | 238          |
| 25    | Сет Роллінс             | 2                 | 221          | 221          |
| 26    | Боббі Лешлі             | 2                 | 217          | 215          |
| 27    | Денієл Браян            | 4                 | 210          | 210          |
| 28    | Шеймус                  | 3                 | 183          | 183          |
| 29    | Кофі Кінгстон           | 1                 | 180          | 180          |
| 30    | Джиндер Махал           | 1                 | 170          | 170          |
| 31    | Міз                     | 2                 | 168          | 168          |
| 32    | Едж                     | 4                 | 139          | 139          |
| 33    | Едді Герреро            | 1                 | 133          | 133          |
| 34    | Рік Флер                | 2                 | 118          | 118          |
| 35    | Біг І                   | 1                 | 110          | 110          |
| 36    | Кріс Джеріко            | 1                 | 98           | 98           |
| 37    | Психопат Сід            | 2                 | 97           | 97           |
| 38    | Альберто Дель Ріо       | 2                 | 84           | 84           |
| 38    | Дін Емброус             | 1                 | 84           | 84           |
| 40    | Біг Шоу                 | 2                 | 78           | 78           |
| 41    | Сержант Слотер          | 1                 | 64           | 64           |
| 42    | Брей Ваятт              | 1                 | 49           | 49           |
| 43    | Менкайнд                | 3                 | 47           | 36           |
| 44    | Джефф Гарді             | 1                 | 42           | 42           |
| 45    | Батіста                 | 2                 | 37           | 37           |
| 46    | Бадді Роджерс           | 1                 | 36           | 22           |
| 47    | Залізний Шейх           | 1                 | 28           | 28           |
| 48    | Роб Ван Дам             | 1                 | 22           | 22           |
| 49    | Іван Колофф             | 1                 | 21           | 21           |
| 50    | Стен Стазіак            | 1                 | 9            | 9            |
| —     | Тед Дібіасі             | —                 | 8            | —            |
| —     | Антоніо Інокі           | —                 | 6            | —            |
| 51    | Вінс Макмен             | 1                 | 6            | 4            |
| 52    | Кейн                    | 1                 | 1            | 1            |
| 53    | Коді Роудс (c)          | 2                 | 383+         | 383+         |
| 54    | Рей Містеріо            | 1                 | <1           | <1           |
| 54    | Андре Гігант            | 1                 | <1           | <1           |